# ذرات آلفا
ذرات آلفا در فیزیک از دو پروتون و دو نوترون دارای پیوند با هم (مشابه هستهٔ هلیوم) تشکیل شده‌است.
هسته هلیوم در واقع همان اتم هلیوم است که دو الکترون از دست داده است <کاتیون هلیوم>         

## تاریخچه
ذرات آلفا را در ابتدا به عنوان کم نفوذترین تابش‌هایی که از مواد طبیعی گسیل می‌شوند، شناسایی کردند. در سال ۱۹۰۳ ارنست رادرفورد نسبت بار به جرم آن‌ها را با استفاده از انحراف ذرات آلفایی حاصل از فروپاشی رادیوم در میدان‌های الکتریکی و مغناطیسی تعیین کرد. علی‌رغم مشکل بودن این آزمایش‌های اولیه، نتیجه رادرفورد ۲۵ درصد بیش از مقدار پذیرفته شده فعلی بود و در سال ۱۹۰۹ رادرفورد نشان داد همان‌طور که حدس زده می‌شد ذرات آلفا واقعاً از هسته‌های هلیوم تشکیل شده‌اند.

## دید کلی

یک نگاره از جدا شدن ذره آلفا از هسته یک اتم سنگین

ساختمان این ذره پرانرژی که معمولاً از هسته‌های سنگین ناپایدار خارج می‌شود، مشابه هسته هلیوم طبیعی یعنی دارای دو ذره پروتون و دو ذره نوترون است. جرم آن کمی بیش از چهار واحد جرم اتمی و حامل دو بار الکتریکی مثبت است. هسته ناپایداری که از خود پرتو آلفا ساطع می‌کند و تبدیل به هسته دختری می‌شود که عدد اتمی آن دو عدد و عدد جرمی آن ۴ عدد کمتر از اعداد اتمی و جرمی هسته مادر است.

## منشأ تولید ذرات آلفا
در هسته‌های سنگین آهنگ افزایش نیروی دافعه کولنی از نیروی بستگی هسته بر حسب افزایش z بیشتر می‌شود و عامل اصلی گسیل آلفا زا بر اساس دافعه کولنی می‌باشد. ذره آلفا ساختار پایدار و مقیدی دارد و در مقایسه با اجزای تشکیل دهنده آن جرمی نسبتاً کم دارد. در مقایسه با ذرات دیگر واپاشی خودبه‌خودی از لحاظ انرژی فقط برای ذره آلفا امکان‌پذیر است.

## یون‌سازی پرتو آلفا
پرتو آلفا ضمن عبور از درون اتم‌ها آن‌ها را یونیزه یا تحریک می‌کند و در این عمل هر بار مقداری از انرژی خودش را از دست می‌دهد. به علت سنگین و پر انرژی بودن، ذره آلفا مجبور است که در طول مسیر کوتاهش همهٔ انرژی خود را از دست بدهد؛ یعنی شدت یونسازی آن خیلی زیاد است. برای بیان کمیت شدت یونسازی، یونسازی ویژه تعریف شده‌است که آن تعداد از یون‌هایی است که در هر سانتیمتر از طول مسیر پرتو به وجود می‌آید.
مقدار یونسازی ویژه هر پرتو تابع درجه حرارت محیط و انرژی و سرعت پرتوها است. چون در طول مسیر به مرور از سرعت و انرژی پرتو کاسته می‌شود لذا میزان یونسازی ویژه آن در ابتدا و در انتهای مسیر تفاوت زیادی دارد. در حقیقت علت این امر احتمال برخورد کمتر در سرعت‌های زیاد و احتمال بیشتر در سرعت‌های کمتر است.

## جذب و آشکارسازی پرتو آلفا
قدرت نفوذ پرتوهای آلفا بسیار کم است. به‌طوری‌که برد پرانرژی‌ترین آن‌ها در هوا از چندین سانتیمتر تجاوز نمی‌کند. برای مثال مقدار آن در آب فقط به حدود چند میکرون است. اگر منبع رادیواکتیو پخش‌کننده پرتوهای آلفا در نقطه‌ای قرار داده شود و در مقابل آن آشکارساز مناسبی که به دستگاه شمارنده‌ای وصل است گذراده شود ملاحظه می‌شود که تا مدتی با افزایش فاصله بین منبع تشعشع و دتکتور، تعداد پرتوهایی که در فاصله زمانی مشخص به بعد از این تعداد به سرعت کاسته می‌شود و نهایتاً به صفر می‌رسد.
علت این است که چون پرتوهای آلفای ناشی از یک نوع منبع هم انرژی بوده و جرم آن‌ها زیاد است؛ لذا طول مسیرشان یکسان و به‌طور مستقیم است. ولی به علت اینکه هر ذره به‌طور مستقل انرژی خودش را از دست می‌دهند، لذا انرژی همه آن‌ها در آخر مسیر یکسان نمی‌باشد و برد بعضی از آن‌ها شدت جذب آن‌ها در محیط تحت تابش را حساب کرد.
آشکارساز ذرات آلفا بسیار کوچک است شمارنده‌ها باید دارای دریچه خیلی نازک باشند انرژی ذرات آلفای چشمه‌های رادیو بین ۴ تا ۱۰Mev است؛ بنابراین ضخامت دریچه اگر کمی کوچک‌تر از برد ذرات آلفا با انرژی‌های ۴Mev باشد. برای آشکارسازی آلفا مناسب خواهد بود. اگر اشعه بتواند وارد حجم حساس آشکارساز گایگر مولر سه‌گانه شود شمرده خواهد شود. بدین ترتیب شمارنده‌های گایگر تقریباً دارای کارایی یا راندمان ۱۰۰ درصد برای انرژی‌های معمول می‌باشند. به هر حال این کارایی وقتی بدست می‌آید که چشمه بتواند در داخل شمارنده قرار داده می‌شود. حتی در چنین حالتی باید تصحیح مربوط به اثرات دیواره باید انجام شود.